# Clickteam
Clickteam — французская компания по разработке программного обеспечения, базирующаяся в Булонь-Бийанкур. Основана Фрэнсисом Пуленом, Франсуа Лионе и Ивом Ламуре. Наиболее известна созданием Clickteam Fusion — программы, которая позволяет пользователям создавать видеоигры или другое интерактивное программное обеспечение с использованием высокоразвитой системы событий. Наиболее известны тем, что опубликовали первые семь игр серии Five Nights at Freddy’s.

## История
До основания Clickteam Франсуа Лионе был создателем STOS BASIC — языка программирования, выпущенного в 1989 году для Atari ST, и AMOS BASIC — более продвинутого языка, выпущенного в 1990 году для Amiga. Оба впоследствии были опубликованы в виде открытого исходного кода на сайте Clickteam. Ив Ламуре также был успешным разработчиком игр до того, как стал соучредителем Clickteam и работал над играми с несколькими компаниями.
Последним приложением Clickteam является Clickteam Fusion 2.5. Это приложение является преемником Multimedia Fusion 2, самого популярного программного приложения компании на сегодняшний день.
В 2019 году Clickteam выпустила DLC для Clickteam Fusion 2.5 под названием Clickteam Fusion 2.5+. В нём появились новые функции, такие как дочерние события, которые запускаются только в том случае, если их родительские события истинны, поддержка DirectX11, новое окно вывода в отладчике, профилировщик и многое другое. Целью Clickteam Fusion 2.5+ было облегчить управление и организацию крупных проектов, а также повысить производительность игр, созданных с помощью данного программного обеспечения.

## Продукты

### Программное обеспечение
- Klik & Play (KnP)
- Click and Create (позже перемеиновано в Multimedia Fusion Express)
- The Games Factory
- The Games Factory 2
- Multimedia Fusion
- Multimedia Fusion 2
- Clickteam Fusion 2.5
- Clickteam Fusion 3.0 (в разработке)

### Прочее
- Install Creator (ранее Install Maker)
- Patch Maker
- SynchronX
- Jamagic

## Игры, созданные программами Clickteam
- Большинство игр серии Five Nights at Freddy’s:
  - Five Nights at Freddy’s (2014)
  - Five Nights at Freddy's 2 (2014)
  - Five Nights at Freddy’s 3 (2015)
  - Five Nights at Freddy's 4 (2015)
  - Five Nights at Freddy’s: Sister Location (2016)
  - Freddy Fazbear’s Pizzeria Simulator (2017)
  - Ultimate Custom Night (2018)
- Trap Adventure 2 (2016)
- The Sea Will Claim Everything (2012)
- Mr. Hopp’s Playhouse 1 & 2
- Freedom Planet (2014)
- I Wanna Be the Guy (2007)
- Environmental Station Alpha (2015)
- The Escapists (2015) (Ранние версии)
- Spark the Electric Jester (2017)
- Baba Is You (2019)
- Angry Video Game Nerd Adventures (2013)